# Atrachea
Atrachea là một chi bướm đêm thuộc họ Noctuidae.

## Các loài
- Atrachea argillacea (Draudt, 1950)
- Atrachea miyakensis Sugi, 1963
- Atrachea nitens (Butler, 1878)
- Atrachea ochrotica (Hampson, 1910)
- Atrachea parvispina (Tschtverikov, 1904)